# Port lotniczy Nan
Port lotniczy Nan (IATA: NNT, ICAO: VTCN) – port lotniczy położony w Nan, w prowincji Nan, w Tajlandii.